# Adenopodia rotundifolia
Adenopodia rotundifolia är en ärtväxtart som först beskrevs av Hermann August Theodor Harms, och fick sitt nu gällande namn av John Patrick Micklethwait Brenan. Adenopodia rotundifolia ingår i släktet Adenopodia och familjen ärtväxter. IUCN kategoriserar arten globalt som sårbar. Inga underarter finns listade i Catalogue of Life.